# Alltagslyrik
Alltagslyrik ist ein literarisches Erzeugnis der Epoche der Neuen Subjektivität der 1960er und 1970er Jahre (auch bekannt als Epoche der Neuen Innerlichkeit). Im Fokus der Alltagslyrik steht nicht mehr die Literarizität der Texte und Gedichte etc., sondern das in ihnen organisierte Erfahrungsmaterial wird zum Maßstab ihrer Qualität. In der Alltagslyrik wird Alltägliches thematisiert, z. B. Empfindungen wie Trauer, Glück und Freude. Typische Autoren sind Nicolas Born, Rolf Dieter Brinkmann oder Wolf Wondratschek.